# Kostino (oblast Sverdlovsk)
Kostino (Russisch: Костино) is een plaats (selo) in het gemeentelijk district Alapajevski van de Russische oblast Sverdlovsk. De plaats ligt hemelsbreed op ongeveer 28 kilometer ten oosten van Alapajevsk ten noordwesten van de rivier de Rezj.
Kostino werd gesticht in 1621. Bij de volkstelling van 1666 werden er 17 huizen geteld. In 1869 was Kostino de zetel van een volost (ruraal district) en bevonden zich een plattelandsschool, kerk, 3 winkels, een wijnhuis, 6 smeden, een molen en een brandwacht in de plaats. In 1898 bevonden zich 310 huizen met 1822 mensen in de plaats. In 1942 werd Kostino het bestuurlijk centrum van het district Kostinski van de okroeg van Irbit binnen de oblast Oeral en bevonden zich 14 selsovjets en 71 plaatsen onder het bestuur van de plaats.
Rond 2003 bestond de plaats uit 45 huizen met in totaal 1.218 mensen. In de plaats bevonden zich toen een school, muziekschool, ziekenhuis, politiepost, een gecombineerde peuter- en kleuterschool (detski kombinat), een cultureel centrum, park, stadion, kolchoz, 6 winkels en 2 nachtclubs (nachtbarren). Het cultureel centrum bevindt zich in de voormalige Jekaterinakerk (gebouwd in 1787, gesloten in 1930).